# Liborio Prosperi
Liborio Prosperi (Foligno, 1854 – 1928) è stato un pittore italiano. Conosciuto anche come Libero Prosperi, è stato un caricaturista che fece parte di un famoso gruppo internazionale che disegnava per la rivista Vanity Fair di Thomas Gibson Bowles.

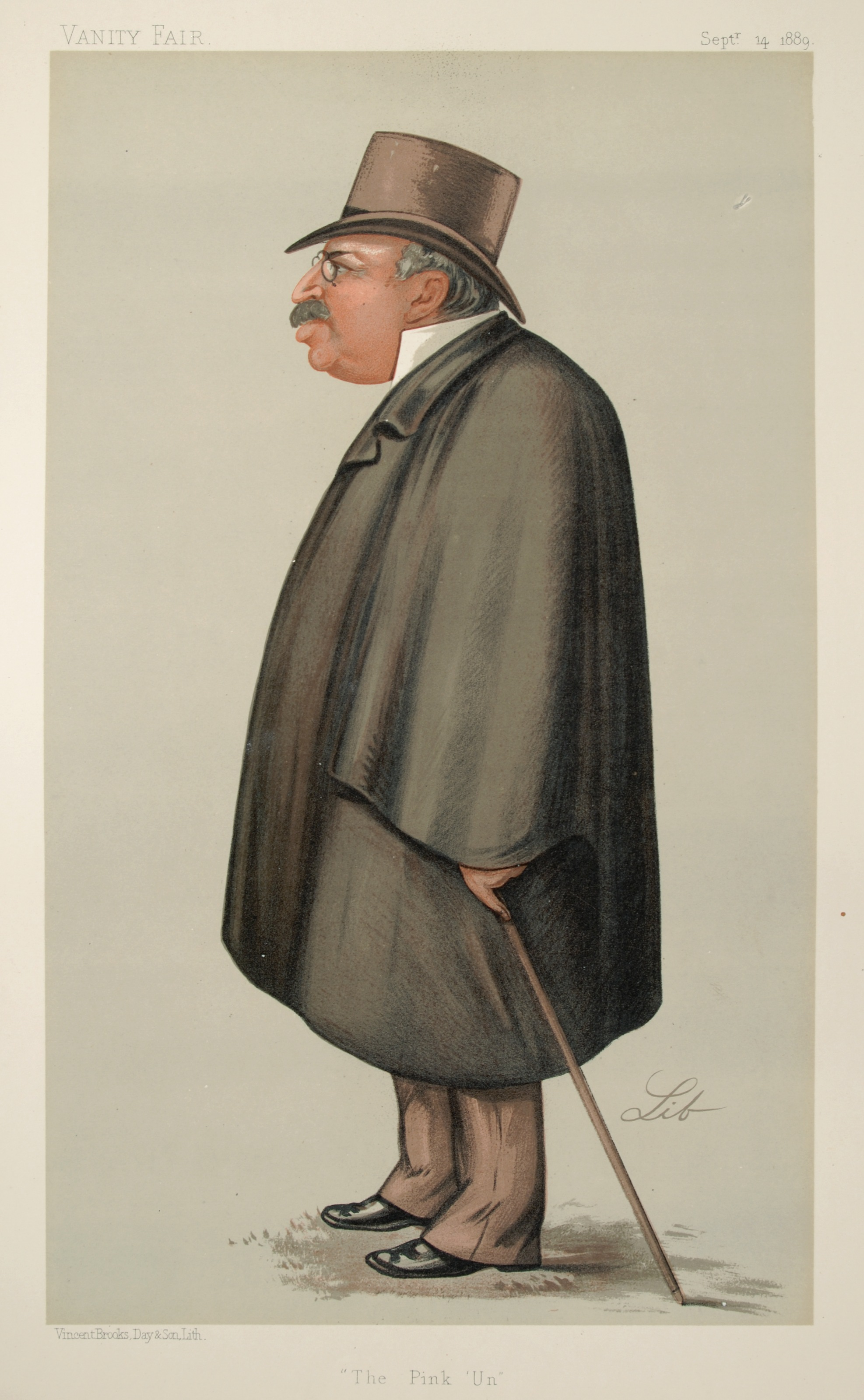
John Corlett, fondatore della rivista The Sporting Times

I personaggi raffigurati comprendevano membri della famiglia reale, statisti, scrittori, scienziati, militari e atleti.
L'ultimo numero di Vanity Fair uscì nel 1914. Nei suoi quarantacinque anni sottopose all'attenzione dei suoi lettori una serie di memorabili caricature delle più note personalità dell'Inghilterra vittoriana e dell'età edoardiana.

## Galleria d'immagini
Alcune caricature di 'Lib' Prosperi:

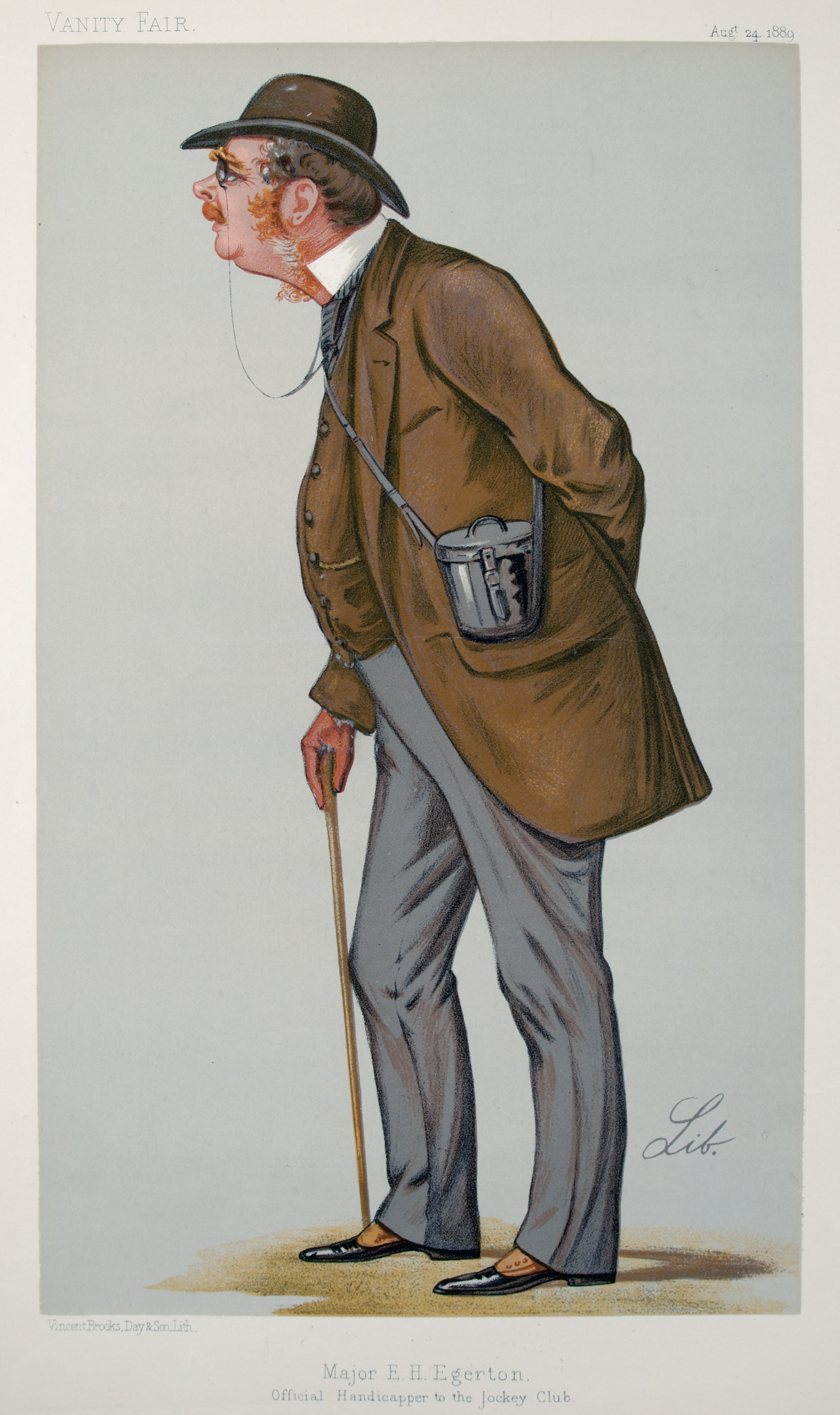
Maj. E.H. Egerton, Vanity Fair, 1889
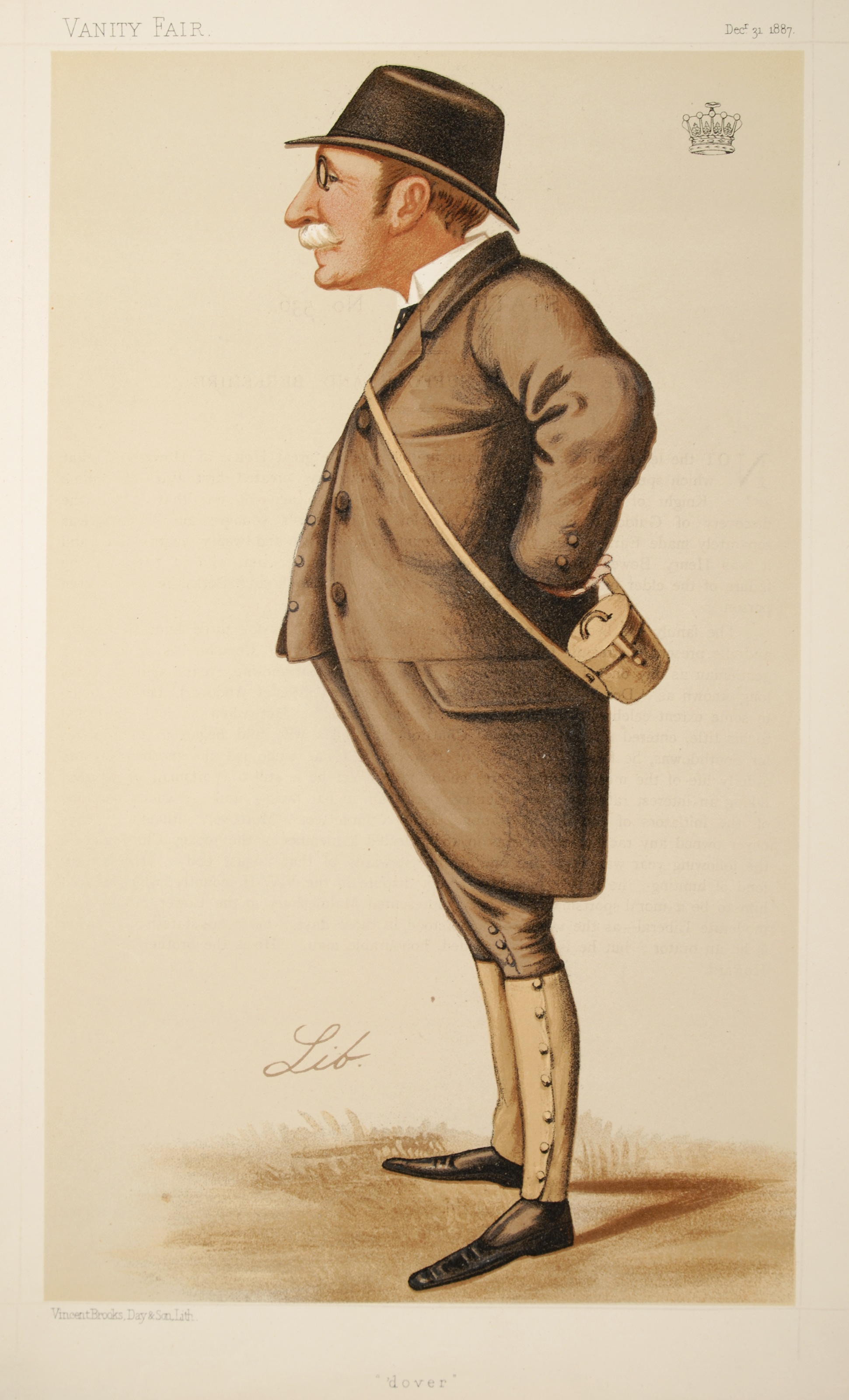
Henry Howard, conte di Suffolk, Vanity Fair, 1887
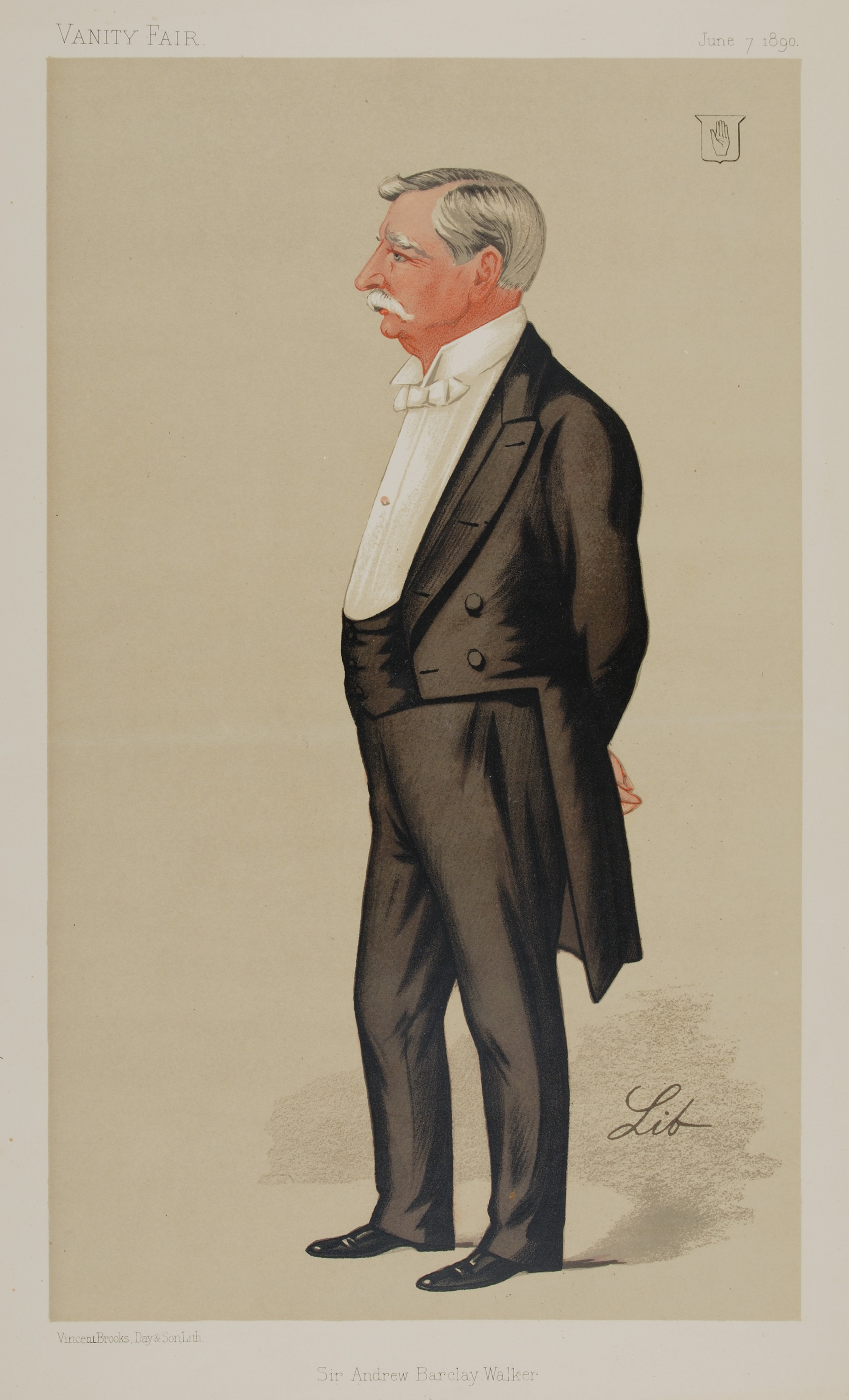
Sir Andrew Walker, Vanity Fair, 1890
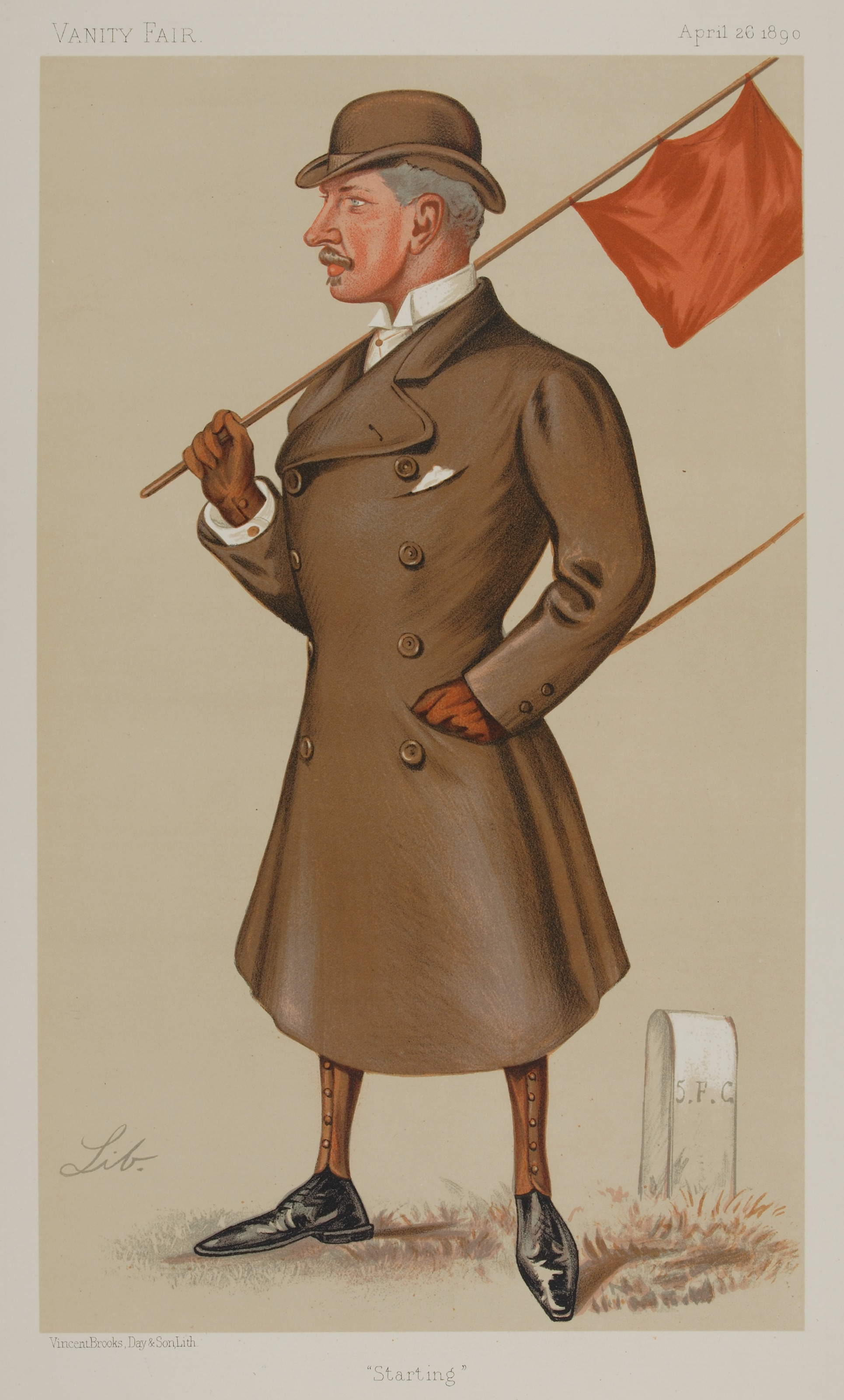
Lord Marcus Beresford, Vanity Fair, 1890